# Сан Кристофоро (Салерно)
Сан Кристофоро је насеље у Италији у округу Салерно, региону Кампанија.
Према процени из 2011. у насељу је живело 192 становника. Насеље се налази на надморској висини од 323 м.